# Ken Matsubara
Ken Matsubara (松原 健, Matsubara Ken) est un footballeur japonais né le 16 février 1993. Il évolue au poste de défenseur.

## Biographie
Avec l'équipe du Japon des moins de 19 ans, il participe au championnat d'Asie des moins de 19 ans en 2012. Le Japon atteint les quarts de finale de la compétition, en étant battu par l'Irak.
Il dispute ensuite le championnat d'Asie des moins de 23 ans en 2016. Le Japon remporte le tournoi en battant la Corée du Sud en finale.

## Palmarès
- Vainqueur du championnat d'Asie des moins de 23 ans en 2016 avec l'équipe du Japon

- Yokohama F. Marinos 
  - Champion du Japon en 2019